# Apró pókhálósgomba
Az apró pókhálósgomba (Cortinarius obtusus) a pókhálósgombafélék családjába tartozó, Európában és Észak-Amerikában honos, főleg fenyvesekben élő, nem ehető gombafaj. 

## Megjelenése
Az apró pókhálósgomba kalapja 2-5 cm széles, eleinte kúpos vagy harang alakú, idősen laposan kiterül, közepén néha hegyes púppal. Higrofán, színe nedvesen vörösbarna vagy narancsbarna, megszáradva világosbarna. Széle áttetszően bordázott. 
Húsa vékony, vörösbarna. Szaga vegyszerre (jodoform) emlékeztet, íze nem jellegzetes.
Ritkás lemezei kihasasodva tönkhöz nőttek. Színük fiatalon okkeres, éretten rozsdabarna. A fiatal lemezeket fehér, pókhálószerű kortina védi.
Tönkje 3-8 cm magas és 0,2-0,6 cm vastag. Alakja egyenletesen hengeres. Színe eleinte fehéres vagy halvány sárgásbarna, később piszkos sárgásbarnás vagy vörösbarnás. Felszínén szálas fehér kortinamaradványok lehetnek. 
Spórapora rozsdabarna vagy fahéjbarna. Spórája elliptikus, finoman vagy közepesen szemölcsös, mérete 7-9 x 4-5,5 µm.

### Hasonló fajok
A selymes pókhálósgomba, a barackszínű pókhálósgomba, esetleg a barna porhanyósgomba hasonlíthat hozzá. 

## Elterjedése és termőhelye
Európában és Észak-Amerikában honos. 
Elsősorban fenyvesekben, ritkábban lombos erdőben (bükk, nyír, fűz alatt) fordul elő. Szeptembertől decemberig terem. 

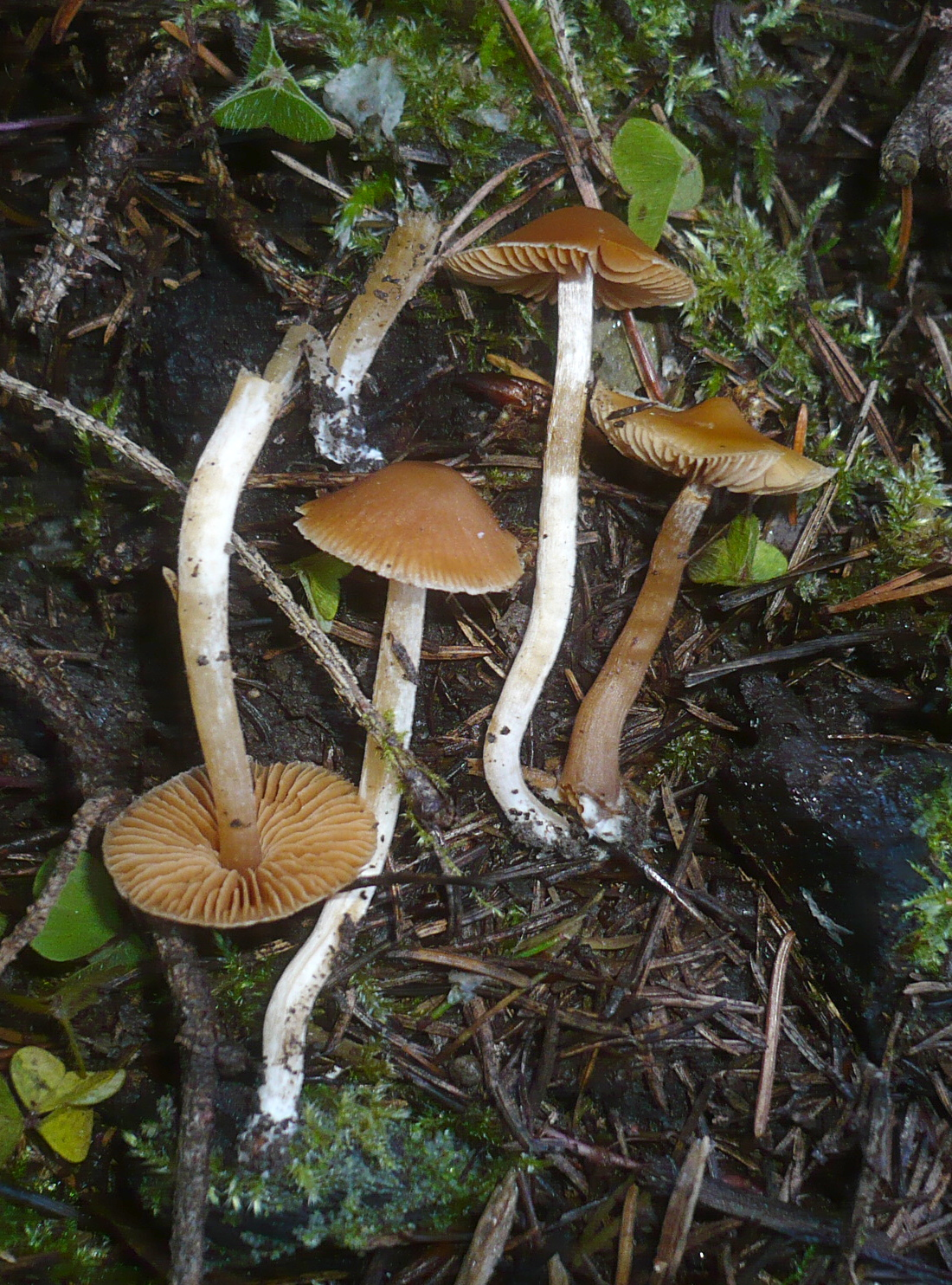
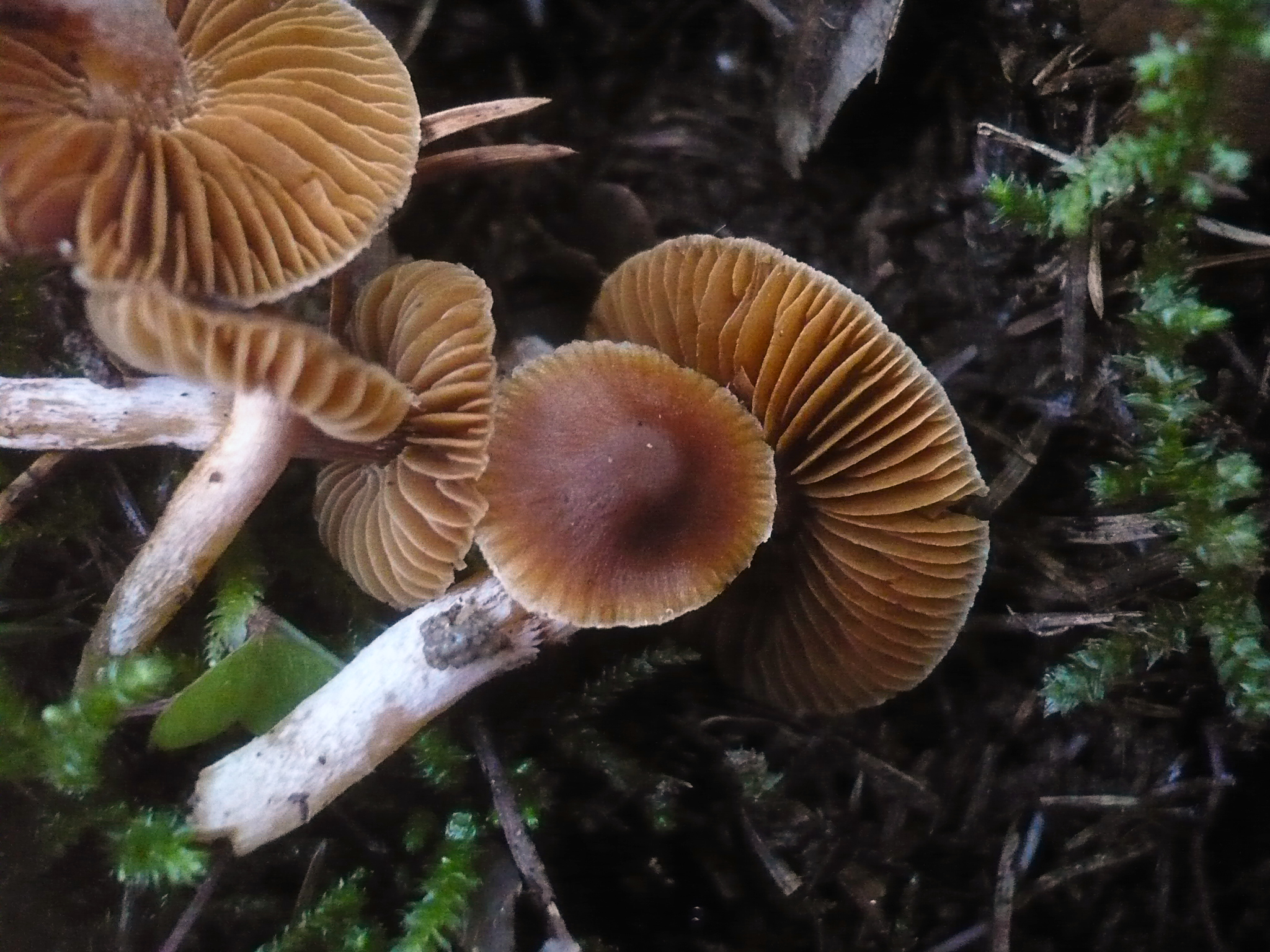
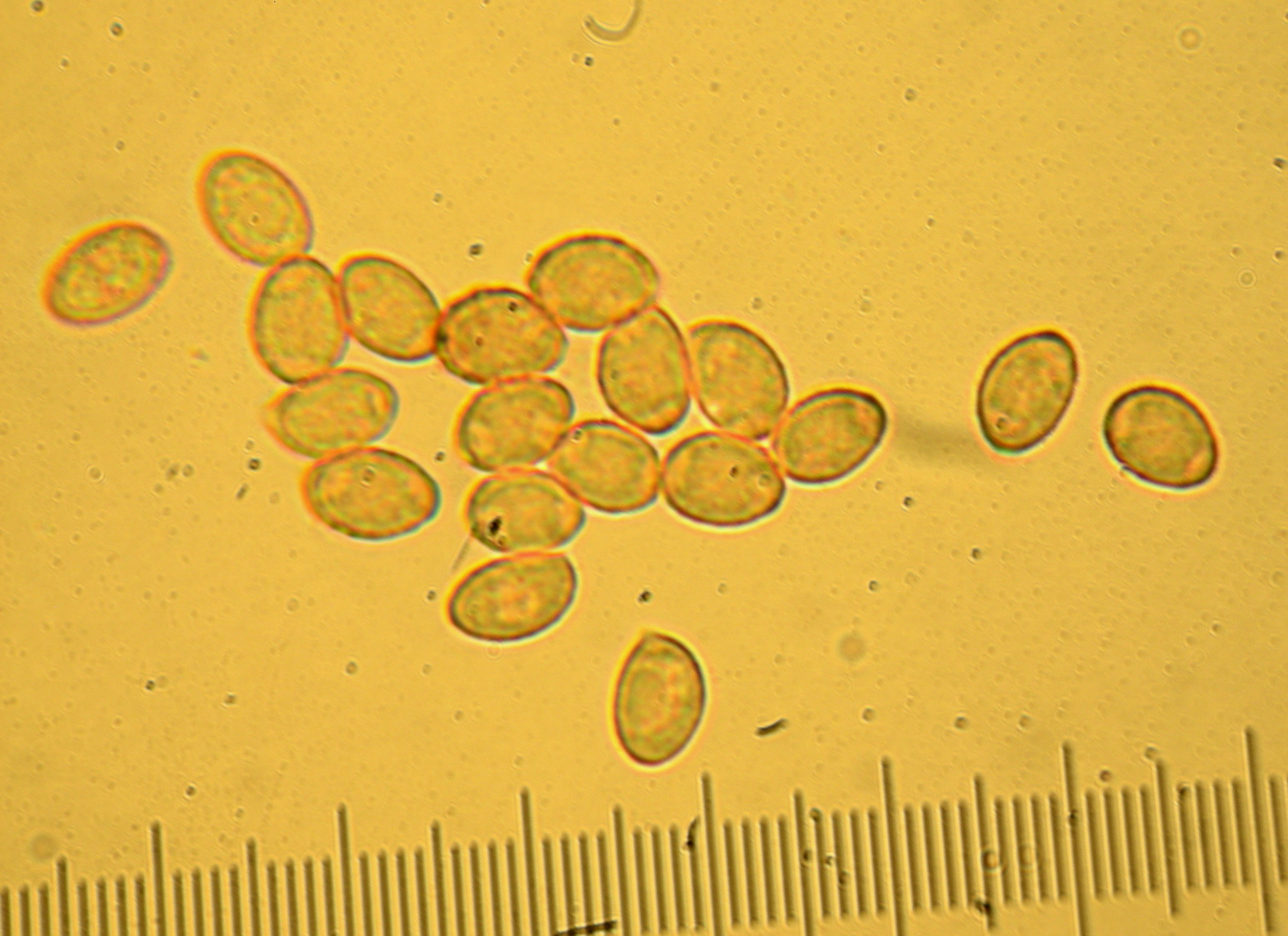

Nem ehető.